# Асіларик
Асілари́к (каз. Әсіларық) — село у складі Сайрамського району Туркестанської області Казахстану. Входить до складу Кайнарбулацького сільського округу.
До 2000 року село називалось Крупське.
Населення — 1314 осіб (2021; 1287 у 2009, 1035 у 1999, 769 у 1989).
26 березня 2015 року до села було приєднано територію площею 2,21 км².